# 973年
| 千纪： | 1千纪 |
| 世纪： | 9世纪 \| 10世纪 \| 11世纪 |
| 年代： | 940年代 \| 950年代 \| 960年代 \| 970年代 \| 980年代 \| 990年代 \| 1000年代                                                               |
| 年份： | 968年 \| 969年 \| 970年 \| 971年 \| 972年 \| 973年 \| 974年 \| 975年 \| 976年 \| 977年 \| 978年                                          |
| 纪年： | 癸酉年（鸡年）；于阗天尊七年；辽保寧五年；北汉天会十七年；北宋（吴越、南唐）开宝六年；大理明政五年；越南太平四年；日本天祿四年，天延元年 |

## 大事记
- 中国
  - 赵普罢相
  - 宋太祖派曹彬攻打南唐。
- 欧洲
  - 奧托二世迫使波蘭大公梅什科一世臣服。
- 北非
  - 法蒂瑪王朝遷都開羅。

## 逝世
- 周恭帝柴宗训（953年－973年，20岁），后周末代皇帝
- 錢弘倧，吳越忠遜王。
- 高繼沖，五代十國時期荊南君主。
- 奧托大帝（912年－973年，61岁），德意志國王，神聖羅馬帝國皇帝。